# 24 (seizoen 4)
Dit artikel gaat over seizoen 4 van 24, de Amerikaanse televisieserie. Het seizoen ging in première op 9 januari 2005 en duurde tot en met 23 mei 2005.
Om het gevoel van het eerste seizoen terug te brengen, waarin de kijker niet wist welk personage hij wel of niet kon vertrouwen, werd besloten om de contracten van een groot gedeelte van de acteurs niet te verlengen. Hoewel het seizoen inderdaad met vrijwel enkel nieuwe personages startte keerden al snel oudere personages terug in de serie.

## Verhaal
18 maanden na dag drie ontspoort een trein. Er komt een man met een motor aanrijden die een koffertje van een van de passagiers meeneemt en daarna wegrijdt.
Jack werkt tegenwoordig voor de Minister van Defensie James Heller. Hij heeft een relatie met zijn dochter Audrey. Jack is in Los Angeles, waar hij CTU-directeur Erin Driscoll ontmoet. Daar hoort Jack van het treinongeluk. Wanneer Chloe O'Brian van een vriend hoort dat hij allerlei vreemde codes op het internet heeft gezien vindt Jack dat verdacht en hij vermoedt dat er meer gaat gebeuren deze dag. Hij blijkt het juist te hebben, want James en Audrey Heller worden ontvoerd door terroristen. Jack wil erop afgaan, maar Driscoll staat dat niet toe en stuurt er zelf een team heen. Jack wordt zo gedwongen om in het geheim samen te werken met Chloe om Audrey en James te vinden. Uiteindelijk wordt Chloe de laan uitgestuurd en besluiten Jack en Erin samen te werken om de Hellers te vinden. Jack en CTU weten Audrey en James te bevrijden, maar er blijkt nog veel meer aan de hand te zijn. Met het apparaat in het koffertje uit de trein willen de terroristen een kernsmelting veroorzaken in meerdere kerncentrales in het land. Via de familie Araz komen ze erachter dat terroristenleider Habib Marwan achter de aanslagen van deze dag zit. Jack heeft ondertussen zijn oude vriend Tony Almeida ingeschakeld om hem te helpen. Hoewel de kernsmeltingen worden voorkomen blijkt de stroom van aanslagen nog niet gestopt te zijn. Marwan heeft een oude militair ingehuurd die met een onzichtbaar Stealth-vliegtuig de Air Force One (het vliegtuig van de president) uit de lucht schiet. Met behulp van de lanceercodes uit de 'Football' (klein koffertje met nucleaire informatie), die zich in de Air Force One bevond, wordt er een springkop afgeschoten richting Los Angeles waar CTU gevestigd is. Met behulp van Palmer die inmiddels oud-president is wordt deze nog op tijd onderschept.
In de loop van het verhaal komen allerlei personen weer terug bij CTU, waaronder Tony Almeida en Michelle Dessler. Uit seizoen 3 is alleen Cloe 'Brian nog herkenbaar. Als de CTU-leidster, Erin Driscoll, naar huis gaat omdat ze het verdriet om haar omgekomen dochter niet aan kan, neemt Tony het over. Hij redde het leven van Jack en gaat voor hem werken. Er wordt echter al snel een nieuwe, permanente, leiding gezocht en dat wordt Michelle. Zij en Tony komen aan het eind van het verhaal weer bij elkaar en besluiten permanent te stoppen met CTU. (Ze waren uit elkaar omdat Tony in seizoen 3 haar leven redde door CTU te verraden. Na 18 maanden gevangenisstraf kwam hij vrij maar hun huwelijk hield daarna geen stand).
Kiefer Sutherland zal na dit seizoen op miraculeuze wijze moeten terugkeren als 'Jack Bauer.' Hij moest een Chinees ontvoeren uit de ambassade om meer informatie te verkrijgen over de kernraket van Marwan. Dit is echter Chinees grondgebied, dus China wil hem vervolgen wegens de dood van hun ambassadeur die bij de actie omkwam. De geheime dienst is bang dat Jack dingen verraadt aan de Chinezen en wil hem bij voorbaat vermoorden. Jack verzint een list en maakt zelf een einde aan zijn leven met behulp van een drug die het doet lijken alsof je dood bent. Dit alles mede op advies van oud-president Palmer. Aangezien er geen hartslag is, bevestigt de geheime dienst zijn dood. De nepschotwonden hebben hun werk dus goed gedaan. Met een andere drug van Tony komt Bauer echter weer miraculeus tot leven. Hij wordt door Michelle en Tony afgezet bij een verlaten treinspoor. In zijn laatste telefoontje naar oud-president Palmer krijgt hij te horen: "Als je nu ophangt, is Jack Bauer voorgoed dood. Succes mijn vriend." Jack bedankt Palmer voor alles, hangt op en loopt weg...

## Afleveringen
Het seizoen bestaat uit 24 afleveringen met elk een speelduur van ongeveer 42 minuten, reclame niet meegerekend. In de Verenigde Staten werden de eerste vier afleveringen in twee dagen uitgezonden, op 9 en 10 januari 2005.

## Kritiek

### Marteling
Hoewel in alle seizoen van 24 wel gemarteld wordt door medewerkers van de Amerikaanse overheden, wordt er in dit seizoen aanmerkelijk meer gemarteld. In de schaduw van het Abu Ghraib-schandaal, dat onder andere ging over het martelen van gevangenen, zorgde het vierde seizoen voor vrij veel ophef. In een interview met Kiefer Sutherland zei hij "Geloof ik persoonlijk dat de politie of andere legale instanties die werken voor deze regering toestemming mogen hebben voor het uithoren van mensen en voor het doen van de dingen die ik doe in het programma? Nee, dat geloof ik niet".

### Moslimterrorisme
Ook de kritiek vanuit de Islamitische kant op 24 begon in het vierde seizoen. Een fictieve extremistische moslimgroep onder leiding van Habib Marwan pleegt in dit seizoen meerdere aanslagen in de Verenigde Staten waarbij veel burgerdoden vallen. De Amerikaanse interessegroep Council on American-Islamic Relations bracht het bericht naar buiten dat het afschilderen van Moslims als terroristen kan "bijdragen tot een atmosfeer waarin het oke is om Moslims te kwetsen en te discrimineren. Dit kan mensen in het echte leven schaden". Na overleg tussen die Amerikaanse groep en de televisiezender FOX werd besloten om een kort bericht voor een van de afleveringen uit te zenden. Hierin zegt hoofdrolspeler Kiefer Sutherland dat men in het achterhoofd moet houden bij het kijken dat ook moslims negatief tegenover elke vorm van terrorisme staan.

## Achtergronden
- In de vijfde aflevering van het vierde seizoen krijgt het personage Debbie Pendleton een telefoontje van haar moeder. Op het schermpje van haar mobiele telefoon is het nummer "310-597-3781" te zien. In de minuten nadat die aflevering werd uitgezonden werd het nummer meerdere malen gebeld. In de eerste week na de uitzending werd er ongeveer 80.000 keer gebeld. Nadat de eigenaar van het nummer het nummer liet afsluiten besloot producent Jon Cassar het nummer over te nemen. Sindsdien krijgt iedereen die het nummer belt de voiecemail te horen, of soms een van de acteurs (waaronder Carlos Bernard en Kim Raver) wanneer die pauze hebben.
- Shohreh Aghdashloo en Jonathan Ahdout, die respectievelijk Dina en Behrooz Araz spelen, spelen eveneens moeder en zoon in de film House of Sand and Fog.
- In de aflevering "10.00 p.m.-11.00 p.m" zegt Jack Bauer dat hij geen CTU-badge heeft omdat hij er tijdelijk werkt. Eerder in de serie liet Jack bij de wapenwinkel wel zijn badge zien.
- Gabriel Macht zou een rol in het vierde seizoen van de serie krijgen. Hij zou oorspronkelijk de rol van Chase Edmunds spelen in het derde seizoen, maar hij werd vervangen door James Badge Dale. Wel werd hem een rol in het vierde seizoen beloofd maar dat plan werd nooit gerealiseerd.